# Vlaamse Universiteiten en Hogescholen Raad
De Vlaamse Universiteiten en Hogescholen Raad vzw (VLUHR) is een overkoepelend orgaan in het Vlaamse hoger onderwijs. De VLUHR vertegenwoordigt de vijf Vlaamse universiteiten, verenigd in de Vlaamse Interuniversitaire Raad (VLIR), de 16 Vlaamse hogescholen, verenigd in de Vlaamse Hogescholenraad (VLHORA) en de 5 associaties. De raad is opgericht op 20 december 2010.

## Doel
De VLUHR treedt niet op als vervanger van de VLIR en de VLHORA maar oefent de decretale taken uit die in het Vlaamse hoger onderwijs gezamenlijk worden uitgevoerd door hogescholen en universiteiten. Deze taken betreffen de organisatie van de externe kwaliteitszorg, de internationale samenwerking en overleg over ontwikkelingssamenwerking.
De oprichting van VLUHR creëerde voor de overheid eveneens één duidelijk aansprekingspunt.

## Bestuur
De VLUHR wordt bestuurd door een raad van bestuur met daarin vertegenwoordigers van de VLIR en de VLHORA en twee vertegenwoordigers van de associaties.
De algemene vergadering bestaat uit alle hogeschooldirecteurs, rectoren en associatievoorzitters van de Vlaamse Gemeenschap.
Zowel op het vlak van de externe kwaliteitszorg als voor internationalisering en ontwikkelingssamenwerking werden bestuurscomités opgericht. In het bestuurscomité kwaliteitszorg zetelen internationale experten.

## Kwaliteitszorg
Tot 2015 werden alle opleidingen aan de Vlaamse universiteiten en hogescholen om de acht jaar beoordeeld. Deze externe beoordeling - ook wel visitatie genoemd – werd georganiseerd door de Cel Kwaliteitszorg van de Vlaamse Universiteiten en Hogescholen Raad (VLUHR KZ). VLUHR KZ treedt gedurende het visitatieproces op als procesbegeleider en -bewaker.
De feitelijke beoordeling van de opleiding gebeurt door een onafhankelijke, deskundige en gezaghebbende visitatiecommissie. De commissie schrijft haar bevindingen en aanbevelingen neer in een onafhankelijk en openbaar visitatierapport. Dit rapport vormt de basis voor de opleiding om een accreditatie aan te vragen bij de Nederlands-Vlaamse Accreditatieorganisatie (NVAO). 
In 2015 werden de opleidingsvisitaties voor de meeste opleidingen opgeschort in de aanloop naar een nieuw stelsel dat meer de nadruk legt op een instellingsreview, waarbij de instelling ook dient aan te tonen hoe ze de opleidingskwaliteit garandeert. 